# Bobota (Sălaj)
Bobota es una comuna ubicada en el distrito de Sălaj, Rumania.

## Superficie
Posee una superficie de 63,48 kilómetros cuadrados.

## Demografía
Hasta 2021 la población era de 3527 habitantes, con una densidad de población de 55,56 habitantes por kilómetro cuadrado.